# 벤추어비트
벤츄어비트(VentureBeat)는 뉴스, 분석, 인터뷰, 동영상 등을 게시하는 미국의 캘리포니아 샌프란시스코에 본사를 두고 있는 미국의 기술 웹사이트이다.

## 역사
벤츄어비트는 2006년 The Mercury News의 전 특파원인 매트 마쉘에 의해 설립되었다.
2009년 3월, Venture Beat는 인터내셔널 데이터 그룹과의 DEMO 회의를 제작하기 위한 파트너십 계약을 체결했다.스타트업들이 그들의 출시를 발표하고 벤처 투자가들과 엔젤 투자자들로부터 자금을 모으기 위한 컨퍼런스가 있다. 2012년, 인터내셔널 데이터 그룹과의 제휴는 종료되었다.
2014년과 2015년에는 크로스링크 캐피털 (CrossLink Capital), 월든 벤처 캐피털 (Walden Venture Capital), 랠리 벤처스(Rally Ventures), 포메이션 8 (Formation 8), 라이트뱅크 (Lightbank) 등 실리콘밸리 벤처 캐피털로부터 외부 투자자 자금을 조달했다.

## 편집
웹사이트는 일련의 독특한 뉴스 "Beats"로 구성되어 있다. 빅 데이터, 비즈니스(일반 뉴스), 클라우드, 딜, 개발, 엔터프라이즈, 기업, 미디어, 모바일, 마케팅, 보안, 스몰비즈, 소셜이다. 또한, 이 사이트는 주요 섹션 중 하나로 별도의 출판물인 게임스비트 (GamesBeat)를 포함하고 있다. 게임스비트는 비디오 게임과 비디오 게임 산업에 초점을 맞추고 있다.
벤츄어비트의 편집팀은 다음과 같다.
- 해리슨 웨버 (Harrison Weber) – 행정 편집자.[7] 더 넥스트 웹 (The Next Web ) 과 허핑턴 포스트 (The Huffington Post ) 에 기여한 적이 있다.
- 딘 타카하시 (Dean Takahashi) – 게임 커버를 제작하며, 월 스트리트 저널 (The Wall Street Journal) 과 로스앤젤레스 타임스 ( Los Angeles Times )에서 일했었다.
- 다이란 트웨니 (Dylan Tweney) – 전 VentureBeat 편집국장이자[7] 현재 편집국장
- 모에루에너 마르쉘 (Morwenna Marshall) - 일반 편집자

## 이벤트
2009년 9월, 매트 마쉘은 DEMO 컨퍼런스의 총괄 프로듀서 역할을 맡았으며, 수년간 보잉고 (Boingo), 티보 (TiVo), 이트레이드 (ETrade), VM웨어 (VMware), 팜 (Palm), 자바 (Java), 시멘텍 (Symantec), 셀즈포스 (Salesforce) 등을 포함한 다양한 기업들이 DEMO에서 출시되었다. 2012년 9월, 벤츄어비트는 DEMO와의 파트너십을 종료했다.
VentureBeat는 모바일비트 (MobileBeat), 게임비트 (GameBeat), 성장비트 (GrowthBeat)를 포함한 다양한 테마의 산업 이벤트를 생산한다. 게다가, 그것은 서미츠(Summits)라고 불리는 C 레벨(C-level)의 산업 임원들의 작은 콘클라베를 매년 생산한다.